# Martine Franck
Martine Franck (Anvers, Bèlgica, 2 d'abril de 1938 - París, França, 16 d'agost de 2012) va ser una coneguda fotògrafa belga que va ser membre de l'Agència Magnum.
Martine Franck neix a Anvers i és educada als Estats Units (Nova York, Arizona) i Gran Bretanya. Estudia història de l'art a la Universitat de Madrid (1956-1957) i a l'École du Louvre, de París (1958-1962). El 1963, després de presentar la seva tesi a història de l'art, passa a dedicar-se completament a la fotografia i es converteix en ajudant d'Eliot Elisofon i de Gjon Mili als laboratoris de Time Life.
Després viatja a la Xina, Japó i Índia col·laborant sobretot amb Life, Fortune, Sports Illustrated, The New York Times i Vogue. El 1965, ja com a fotógrafa independent, participa en el Théâtre du Soleil, d'Ariane Mnouchkine. Entre els anys 1970 i 1971 treballa a l'agència VU i posteriorment, juntament amb Guy Le Querrec, Richard Kalvar, Hervé Gloaguen, Alain Dagbert, Claude Raymond-Dityvon, François Hers i Michel Delluc, fundarà l'agència Viva (1972-1982).
L'any 1980 presenta la seva candidatura per formar part de l'agència Magnum Photos, aconseguint convertir-se en membre oficial el 1983. El 1998, Martine Franck signa una obra i una exposició amb un títol emblemàtic: D'un jour, l'autre.